# De Wervelwind
De Wervelwind was een Nederlandstalig tijdschrift uitgegeven van 1 april 1942 tot en met december 1944 tijdens de Duitse bezetting van Nederland tijdens de Tweede Wereldoorlog om tegenwicht te bieden aan Duitse propaganda. Het blad werd uitgegeven in Londen en werd boven Nederlands grondgebied met speciale bommen afgeworpen door de Royal Air Force.
Zoals verteld wordt in het laatste nummer, namen de Britten het initiatief tot het maandblad. Er was een Raad van Redactie en een kleiner werkcomité. Het werkcomité werd voorgezeten door de Engelse geschiedenisprofessor George Norman Clark. Verder hadden zitting Adriaan Pelt, A. den Doolaard, prof. Matthijs Bokhorst, een vertegenwoordiger van de Engelse regering en later ook een vertegenwoordiger van het Amerikaanse Office of War Information. In de Raad van Redactie namen ook leden van de Nederlandse regering deel.

## Uitgaven
- Het maandblad is uitgegeven in 24 nummers
- Extra uitgave: Koninginnedag, 23 september 1942
- Extra uitgave: Moffen-Spiegel, Het Derde Rijk in Plaatjes te kijk, 3 oktober 1942